# Paramedetera sierraleonensis
Paramedetera sierraleonensis är en tvåvingeart som beskrevs av Grichanov 1999. Paramedetera sierraleonensis ingår i släktet Paramedetera och familjen styltflugor. Inga underarter finns listade i Catalogue of Life.